# تپه کور چشمه ۱
تپه کور چشمه ۱ مربوط به دوران‌های تاریخی پس از اسلام است و در شهرستان تاکستان، روستای کورچشمه واقع شده و این اثر در تاریخ ۲۵ اسفند ۱۳۷۹ با شمارهٔ ثبت ۳۲۰۵ به‌عنوان یکی از آثار ملی ایران به ثبت رسیده است.